# Xã Bremen, Quận Delaware, Iowa
Xã Bremen (tiếng Anh: Bremen Township) là một xã thuộc quận Delaware, tiểu bang Iowa, Hoa Kỳ. Năm 2010, dân số của xã này là 959 người.